# Білозерський район
Білозе́рський райо́н — колишній район, розташовувався у південно-західній частині Херсонщини. Його розділяв на дві частини обласний центр — південну і північну. З півдня і сходу його омивали води Дніпровсько-Бузького лиману і Дніпра, на північному сході Інгульця, що впадає тут же в Дніпро. На заході простягався степ.
Вигідне географічне положення давало йому зручний вихід водними і сухопутними шляхами до обласних центрів Миколаєва, Одеси й інших міст України та зовнішній світ.
На території району було більше двадцяти древніх городищ, поселень, поховань, розташованих уздовж правого берега Дніпра. Пам'ятки археології, вдале географічне розташування, корисні копалини, талановиті люди, родючі лани, прозорі річки, південний степ, сади — багатство краю.
17 липня 2020 року було ліквідовано внаслідок адміністративно-територіальної реформи.

## Географія
Білозерський район розташовувався у південно-західній частині Херсонщини у межах Причорноморської низовини. З півдня і сходу його омивали води Дніпровського-Бузького лиману і Дніпра, на північному сході — Інгульця, що зливається з миколаївськими просторами.
Територію району перетинала автомагістраль E58 (Ростов-на-Дону—Рені, яка з'єднувала обласний центр м. Херсон з іншими містами держави.
Площа району — 1.7 тис. км². Автомобільних шляхів — 352 км, зокрема з твердим покриттям — 316 км. Сільськогосподарських угідь — 153.4 га. Районний центр — смт. Білозерка. Сільських населених пунктів — 55. Селищна рада — 1. Сільська рада — 21.

## Історія
Сучасна Херсонська область розташована на землях, які увійшли до складу Російської імперії у 1774 — 1783 роках, відвойованих у Османської імперії та Кримського ханства, частина земель Херсонщини протягом XVII-XVIII століть входила до складу Кам'янської та Олешківської Січей.
Білозерка виникла у 1780 році як маєток генерала—поручика Івана Абрамовича Ганнібала — одного із засновників Херсона.
Першими мешканцями Білозерки були колишні запорожці з поселення біля кургану Кебиха, що на території сучасної південно-західної частини села.
Після лютневих революційних подій 1917 року на територію Херсонської губернії поширювалась юрисдикція Центральної Ради. Перше встановлення радянської влади на території краю відбулося на початку 1918 року — у січні в Білозерці був створений сільський ревком. Вже у квітні 1918 року радянські війська були витіснені з Півдня України. Встановилася, хоча й ненадовго, адміністрація Української Держави, у той же час у селі перебували німецько-австрійські війська. З грудня 1918 року край перебував під владою Директорії. Білогвардійці заволоділи Білозеркою у серпні 1919 року. Війська денікінців були вибиті радянськими частинами з села у січні 1920 року.
Білозерський район в сучасних кордонах до 1917 року складався із 2-х волостей (Станіславської і Білозерської) і посаду Покровська. Після Жовтневої революції старий адміністративно-територіальний поділ Херсонщини, як і всієї України, був ліквідований.
28 січня 1920 року Всеукрревком прийняв постанову про розділ Херсонської губернії на Херсонську і Одеську. Центром Херсонської губернії став Миколаїв, губернія перейменована в Миколаївську, а Херсон став повітовим центром Миколаївської губернії.
У липні 1920 року ряд населених пунктів, зокрема, Білозерка, був охоплений антирадянським повстанням, для ефективнішої боротьби з яким було розпущено сільську раду та на певний час організовано революційний комітет. Повстання було придушене завдяки морякам Усть-Дніпровської флотилії.
З укріпленням нової влади змінювалися форми господарювання на селі. Місцевою радою та новоствореним комітетом незаможних селян проводився перерозподіл землі шляхом вилучення її з поміщицького володіння. Проводилися вилучення хліба у куркулів. На початку 20-х років організовано декілька артілей, товариств з обробки землі, згодом почали створюватися колгоспи та радгоспи. Суцільна колективізація розгорнулася з кінця 20-х років.
У 1922 році Одеська і Миколаївська губернії були об'єднані в Одеську губернію, до складу якої увійшов Херсонський повіт. У 1923 році Одеська губернія була розділена на 6 округів, в тому числі Херсонський округ із центром у м. Херсоні.
У 1932—1933 роках район, як і вся радянська Україна, зазнав Голодомору. Документи Херсонського міського комітету КП(б)У, контрольної комісії робітничо-селянської інспекції зберегли відомості про звинувачення у приховуванні хліба, «саботаж» виконання плану хлібозаготівель. Не обминула район і хвиля репресій у 30-40-і роки. Мешканців села було засуджено під приводом участі у контрреволюційній організації, антирадянської діяльності, звинувачено у зраді Батьківщині. Збереглися відомості про засудження за часів Голодомору, мешканців Білозерки, за невиконання плану здачі хліба, «безгосподарність».
У 1939 році напередодні перепису Указом Президії Верховної Ради Української РСР від 8 січня 1939 року з Херсонської міської ради виділена сільська територія і утворений сільський район з центром у селі Білозерка: «Присвоїти району найменування — Білозерський. Включити до складу Білозерського сільського району Посад-Покровську, Киселівську, Чорнобаївську, Арнаутську, Білозерську, Кизій-Міську, Широкобалківську, Царево-Дарську, Станіславську, Надеждинську сільради Херсонської міськради та Олександрівську і Лупарівську сільські ради Миколаївської міськради».
З 17 серпня 1941 року Білозерка була окупована німецькими військами. Понад 800 білозерців брали участь у бойових діях. Молодшому лейтенантові Семену Андрійовичу Харченку (1915—1944), який виявив відважність під час форсування Дніпра та прикрив собою амбразуру німецького дзоту, було посмертно присвоєно звання Героя Радянського Союзу. У повоєнні роки у Білозерському районі було споруджено пам'ятник, меморіали, встановлені стели загиблим воїнам, а іменами загиблих героїв названо провулки, вулиці та сквери району.
Радянські війська до райцентру вступили 14 березня 1944 року — 1038-й полк 295-ї стрілецької дивізії форсував Дніпро в районі села Кузьминки, оволодів Білозеркою і просувався далі на Надеждівку. Білозерський район зазнав значних руйнувань — у постанові райвиконкому та райкому КП(б)У від 12 січня 1945 року зазначено, що більшість районних установ розташовані в будинках колгоспів і колгоспників, у селі відсутні середня школа, лікарня, аптека, приміщення для клубу та кінотеатру. У зв'язку з цим у постанові було ухвалено «просити» Херсонську обласну раду та обком компартії санкціонувати передислокацію райцентру з Білозерки до села Станіслав та вийти з відповідним клопотанням до Верховної Ради УРСР та ЦК КП(б)У. Проте ідея залишилась нереалізованою.
30 березня 1944 року Указом Президії Верховної ради СРСР було утворено Херсонська область з частини земель Запорізької та Миколаївської областей із центром у Херсоні. До складу Херсонської області увійшов і Білозерський район.
Після війни почалося відновлювання економіки та інфраструктури району. В 1949 році колгоспи району досягли довоєнного рівня розвитку економіки. В адміністративному відношенні з 1956 року Білозерка набула статусу селища міського типу. Чисельність населення в ній станом на 1 січня 1956 року становила 3759 осіб, з них 1690 колгоспників, 2069 робітників і службовців. Білозерській селищній раді підпорядковувались селища Дніпровське та Янтарне, аж поки у 1982 році було утворено Дніпровську сільську раду.
3 січня 1963 року згідно з Указом Верховної Ради УРСР від 30 грудня 1962 року територія Білозерського району збільшилась у зв'язку з ліквідацією Херсонського сільського району.

## Економіка
Білозерський район належав до дуже посушливої, помірно жаркої агрокліматичної зони. Рельєф рівнинний із численними породами.
Переважають чорноземні та темно-каштанові ґрунти (69,7 % площі району).
Корисні копалини: камінь, щебінь, пісок — розроблені давно, розробка щебеню в Іванівському кар'єрі.
Важливе місце в житті району, його економіці, належить сільському господарству. Унікальні умови прилиманної зони дають можливість для вирощування винограду та плодів.
Всього земель — 153.4 тис. га, у тому числі: сільгоспугідь — 108.3 тис. га із них:
- ріллі — 99.2 тис.га
- зрошувальних земель — 29 тис. га
- лісовкриті площі — 4384,5 га
- пасовищ — 6088,7 га
- багаторічні — 3879 га
- сіножаті — 134,4 га

Відстань від районного центру смт. Білозерка до м. Херсона — 12 км, до найближчої залізничної станції м. Херсона — 18 км.
Сільське господарство району багатогалузеве. Основною галуззю є рільництво, овочівництво та тваринництво. Провідними культурами є пшениця, ячмінь, кукурудза, а з технічних культур — соняшник, цукровий буряк, рецина, з овочів — помідори, перець, капуста тощо.
Пріоритетного значення набирає переробна промисловість, зокрема томатів. Нині їх переробляє тут більше десяти цехів.
У 2005 році після реконструкції відновила свою роботу птахофабрика ЗАТ «Чорнобаївське».
На місцевому рівні вирішуються питання вдосконалення підприємницької діяльності. У різних галузях економіки здійснюють свою діяльність малі та приватні підприємства. Проводиться робота щодо залучення інвестицій в економіку району.
Діючі сільськогосподарські підприємства: ПОК «Зоря», ПСП «Прибій», ТОВ «Весна», ПОСП «Маяк», СК «Радянська земля», ПП «Криниця», Агрофірма-радгосп «Білозерський», ТОВ «Мрія», СВК «Дружба», ДП «Копані», ЗАТ «Чорнобаївське», РКПП «Славутич», ТОВ «Дніпро», СТОВ «Колос», СВК «Обрій», ПСП «Степ», ПСП «Промінь».

## Населення
Розподіл населення за віком та статтю (2001)
| Стать | Всього | До 15 років | 15-24 | 25-44  | 45-64 | 65-85 | Понад 85 |
| --- | ------ | ----------- | ----- | ------ | ----- | ----- | -------- |
| Чоловіки | 32 953 | 6164        | 5911  | 10 204 | 7999  | 2607  | 68       |
| Жінки | 35 440 | 5983        | 4805  | 9595   | 9381  | 5254  | 422      |
| \| Статево-вікова піраміда \| Статево-вікова піраміда \| Статево-вікова піраміда \| \| ----------------------- \| ----------------------- \| ----------------------- \| \| Чоловіки \| Вік \| Жінки \| \| 68 \| 85 + \| 422 \| \| 129 \| 80-84 \| 524 \| \| 443 \| 75-79 \| 1321 \| \| 940 \| 70-74 \| 1763 \| \| 1095 \| 65-69 \| 1646 \| \| 1905 \| 60-64 \| 2639 \| \| 1281 \| 55-59 \| 1588 \| \| 2234 \| 50-54 \| 2353 \| \| 2579 \| 45-49 \| 2801 \| \| 2595 \| 40-44 \| 2712 \| \| 2365 \| 35-39 \| 2286 \| \| 2366 \| 30-34 \| 2100 \| \| 2878 \| 25-29 \| 2497 \| \| 2960 \| 20-24 \| 2324 \| \| 2951 \| 15-20 \| 2481 \| \| 2533 \| 10-14 \| 2403 \| \| 2043 \| 5-9 \| 2004 \| \| 1588 \| 0-4 \| 1576 \| |        |             |       |        |       |       |          |
| Статево-вікова піраміда |        |             |       |        |       |       |          |
| Чоловіки | Вік    | Жінки       |       |        |       |       |          |
| 68 | 85 +   | 422         |       |        |       |       |          |
| 129 | 80-84  | 524         |       |        |       |       |          |
| 443 | 75-79  | 1321        |       |        |       |       |          |
| 940 | 70-74  | 1763        |       |        |       |       |          |
| 1095 | 65-69  | 1646        |       |        |       |       |          |
| 1905 | 60-64  | 2639        |       |        |       |       |          |
| 1281 | 55-59  | 1588        |       |        |       |       |          |
| 2234 | 50-54  | 2353        |       |        |       |       |          |
| 2579 | 45-49  | 2801        |       |        |       |       |          |
| 2595 | 40-44  | 2712        |       |        |       |       |          |
| 2365 | 35-39  | 2286        |       |        |       |       |          |
| 2366 | 30-34  | 2100        |       |        |       |       |          |
| 2878 | 25-29  | 2497        |       |        |       |       |          |
| 2960 | 20-24  | 2324        |       |        |       |       |          |
| 2951 | 15-20  | 2481        |       |        |       |       |          |
| 2533 | 10-14  | 2403        |       |        |       |       |          |
| 2043 | 5-9    | 2004        |       |        |       |       |          |
| 1588 | 0-4    | 1576        |       |        |       |       |          |

За переписом 2001 року розподіл мешканців району за рідною мовою був наступним:
- українська — 87,83 %
- російська — 10,61 %
- вірменська — 0,29 %
- молдовська — 0,29 %
- білоруська — 0,27 %

Станом на січень 2015 року кількість мешканців району становила 66 667 осіб, з них міського населення — 9 763 (власне Білозерка), сільського — 56 904 осіб.

## Політика
25 травня 2014 року відбулися Президентські вибори України. У межах Білозерського району була створена 41 виборча дільниця. Явка на виборах складала — 54,27 % (проголосували 28 802 із 53 072 виборців). Найбільшу кількість голосів отримав Петро Порошенко — 55,85 % (16 087 виборців); Юлія Тимошенко — 15,20 % (4 377 виборців), Сергій Тігіпко — 6,27 % (1 806 виборців), Олег Ляшко — 6,21 % (1 789 виборців), Анатолій Гриценко — 4,54 % (1 307 виборців). Решта кандидатів набрали меншу кількість голосів. Кількість недійсних або зіпсованих бюлетенів — 1,97 %.

## Соціальна сфера
В районі діяла мережа загальноосвітніх шкіл, дошкільних закладів, лікарень, лікарських амбулаторій, поліклініка, аптек, клубів та будинків культури. Працює народний музей та 2 музеї історії сіл Дніпровського та Чорнобаївки, Центр дитячої та юнацької творчості, Станція юних натуралістів, ДЮКФП, три музичні дитячі школи. Є дві зони відпочинку: Кізомис та Токарівка, 2 стадіони, 22 футбольних поля, 20 культових споруд, 40 релігійних громад.
Відомі художні колективи: самодіяльні народні хори із с. Чорнобаївки, с. Станіслава, с. Олександрівка, самодіяльний ансамбль народної пісні «Ольвія».
Виходить друком районна газета «Придніпровська зірка».

## Пам'ятки
У Білозерському районі Херсонської області управління культури обласної державної адміністрації перебувало 57 пам'яток археології.
Пам'ятки архітектури: Білозерське городище (с. Дніпровське), Понятівське городище (с. Понятівка) побудовані 5 тис. років тому; Репринське городище (с. Микільське — 4 тис. років тому); городище «Золотий Мис» (с. Широка Балка — 4 тис. років); городище «Скелька» (с. Олександрівка — 3 тис.років тому); городище «Станіславське» (с. Станіслав); поселення «Глибока Пристань» (с. Софіївка); поселення «Олександрівське» та «Бубликова Балка» (с. Олександрівка — 2,5 тис. років тому).
Відомі своїм історичним походженням пам'ятки археології — поселення «Садиба Литвиненка» (с. Станіслав); «Кошове поселення» (с. Янтарне); «Широкобалківський могильник», кургани зі скіфськими похованнями у Станіславі, Олександрівці, Широкій Балці, Дар'ївці, Чорнобаївці; кургани із сарматськими похованнями поблизу Білозерки і Дар'ївки; «кам'яні баби» (поблизу Білозерки, Понятівки, Токарівки) — побудовані 2,5 тис. років тому.

## Персоналії
Відомий Білозерський район своїми видатними уродженцями:
- професор Московського державного університету С. Скадовський (смт. Білозерка);
- український художник М. Скадовський (смт. Білозерка);
- народна артистка України, солістка Одеського академічного оперного театру, Л. Ширіна (смт. Білозерка);
- письменник І. Гайдай (с. Широка Балка, 1923 р.н.);
- заслужена артистка України З. Дігтяр (с. Кізомис);
- генерал—лейтенант І. Гаркуша (с. Станіслав, 1921—2001 рр.);
- генерал—майор Г. Атаманенко (с. Станіслав);
- український поет В. Друзяка (с. Станіслав, 1940 р.н.);
- лауреат Державної премії СРСР О. Корчинський (с. Інгулець, 1939 р.н.);
- актриса П. Куманченко (с. Музиківка, 1910—1992рр);
- видатний актор та режисер С.Бондарчук (с. Білозерка, 1920—1994рр);
- доктор філологічних наук, професор, директор Інституту іноземної філології Херсонського державного університету Л. Руденко (смт Білозерка);
- кандидат психологічних наук О.Скороходова (с. Білозерка, 1914 — 1982рр);

Моторний Дмитро Костянтинович очолює одне з найбільших сільськогосподарських підприємств ПОК «Зоря».
Герой України Сілецький Віктор Петрович є директором агрофірми «Білозерський», вино якої неодноразово було нагороджено золотими, срібними та бронзовими медалями на всеукраїнських і міжнародних спеціалізованих виставках[джерело?].